# Liste der Monuments historiques in Ceffonds
Die Liste der Monuments historiques in Ceffonds führt die Monuments historiques in der französischen Gemeinde Ceffonds auf.

## Liste der Immobilien
| Bezeichnung    | Beschreibung                  | Standort                                   | Kennzeichnung | Schutzstatus | Datum | Bild           |
| -------------- | ----------------------------- | ------------------------------------------ | ------------- | ------------ | ----- | -------------- |
| Wohnhaus       | Fachwerkhaus, 16. Jahrhundert | 4 rue du Grenier-à-Sel (Lage)              | PA00078982    | Inscrit      | 1928  |                |
| Kirche St-Remi | aus dem 13. Jahrhundert       | Rue Jacques-d’Arc (Lage)                   | PA00078980    | Classé       | 1862  | weitere Bilder |
| Wohnhaus       | Fachwerk, 16. Jahrhundert     | 38 rue Jacques-d’Arc (Lage)                | PA00078981    | Inscrit      | 1939  |                |
| Friedhofskreuz | aus dem 16. Jahrhundert       | Rue Jacques-d’Arc, auf dem Kirchhof (Lage) | PA00078979    | Classé       | 1909  |                |

## Liste der Objekte
| Bezeichnung                                                             | Beschreibung                                          | Standort                     | Kennzeichnung | Schutzstatus | Datum | Bild           |
| ----------------------------------------------------------------------- | ----------------------------------------------------- | ---------------------------- | ------------- | ------------ | ----- | -------------- |
| Kirchenfenster                                                          | aus dem 16. Jahrhundert                               | in der Kirche St-Remi (Lage) | PM52000201    | Classé       | 1849  | weitere Bilder |
| Wandgemälde: Heiliger Christophorus und Christus zwischen den Schächern | aus dem 16. Jahrhundert                               | in der Kirche St-Remi (Lage) | PM52000202    | Classé       | 1849  |                |
| Grablegungsgruppe                                                       | Stein, 16. Jahrhundert                                | in der Kirche St-Remi (Lage) | PM52000203    | Classé       | 1849  |                |
| Taufbecken                                                              | Stein, 16. Jahrhundert                                | in der Kirche St-Remi (Lage) | PM52000204    | Classé       | 1849  |                |
| Passionstriptychon                                                      | Ölfarbe auf Holz, um 1520; 1972 gestohlen             | in der Kirche St-Remi (Lage) | PM52000205    | Classé       | 1908  |                |
| Gemälde Ohnmacht Mariens                                                | Ölfarbe auf Holz, 16. Jahrhundert; vor 1972 gestohlen | in der Kirche St-Remi (Lage) | PM52000206    | Classé       | 1911  |                |
| Gemälde Abendmahl in Emmaus                                             | Ölfarbe auf Leinwand, 1656                            | in der Kirche St-Remi (Lage) | PM52000207    | Classé       | 1958  |                |